# Maria Teresa de Soubiran La Louvière
Maria Teresa de Soubiran La Louvière (al secolo Sophie) (Castelnaudary, 16 maggio 1834 – Parigi, 7 giugno 1889) è stata una religiosa francese, fondatrice della congregazione delle suore di Maria Ausiliatrice. È stata beatificata da papa Pio XII nel 1946.

## Biografia
A vent'anni rinunciò al suo progetto di diventare monaca carmelitana per realizzare il progetto concepito da suo zio, il canonico Louis de Sobiran, di fondare un beghinaggio.
Dopo un ritiro spirituale sotto la direzione del gesuita Paul Ginhac, decise di dare un orientamento religioso alla sua comunità e nel 1864 a Tolosa diede inizio a una congregazione intitolata a santa Maria Ausiliatrice, finalizzata alla preghiera contemplativa e all'assistenza alle ragazze povere.
Accusata di cattiva gestione, la de Soubiran lasciò il governo della sua congregazione e nel 1877 entrò nell'Ordine di Nostra Signora della Carità, dove prese il nome di suor Maria del Sacro Cuore.
La figura della fondatrice venne riabilitata dalla nuova superiora della Società di Maria Ausiliatrice, Elisabeth de Luppé, nel 1890, un anno dopo la morte della de Soubiran.
Maria Teresa de Soubiran La Louvière è autrice di Notes spirituelles e di alcuni testi giuridici sull'organizzazione della sua congregazione; è stata beatificata il 20 ottobre 1946.